# Notia Kynouria
Notia Kynouria (in greco Νότια Κυνουρία?) è un comune della Grecia situato nella periferia del Peloponneso (unità periferica dell'Arcadia) con 7.633 abitanti secondo i dati del censimento 2001
Il comune è stato istituito a seguito della riforma amministrativa detta Programma Callicrate in vigore dal gennaio 2011 che ha abolito le prefetture e accorpato numerosi comuni.